# London Chess Classic 2013
El London Chess Classic 2013 va ser un torneig d'escacs que va tenir lloc a Londres entre el 7 i el 15 de desembre de 2013.
El format del London Chess Classic 2013 va ser un torneig "Super 16 Ràpid" (25 minuts + 10 segons per moviment). Els setze jugadors varen ser dividits entre quatre grups, on es classifiquen els dos millors de cada grup per enfrontar-se a quarts de final d'un play-off.
Les invitacions varen ser acceptades per a catorze jugadors i les altres dues restants places varen ser ocupades per dos jugadors que lideraven l'obert FIDE després de la quarta ronda el 10 de desembre.
La puntuació va ser de 3 punts per victòria, 1 per les taules i 0 punts si es perdia. La bossa de premis de 150.000 euros va ser distribuït de la següent manera: 1r – 50.000 €; 2n – 25,000 €; 3r–4t – 12.500 €; 5e–8e – 6.250 €; 9e–16e – 3.125 €.

## Fase de Grups
| Grup A, 11–13 de desembre 2013 1. Viswanathan Anand – 12 pts 2. Michael Adams – 12 3. Luke McShane – 4 4. Andrei Istrăţescu (Qualificat 1) – 4 | Grup B, 11–13 de desembre 2013 1. Piotr Svídler – 11 pts 2. Vladímir Kràmnik – 9 3. Matthew Sadler – 7 4. Jonathan Rowson – 4 | Grup C, 11–13 de desembre 2013 1. Hikaru Nakamura – 10 pts 2. Borís Guélfand – 9 3. Gawain Jones – 7 4. Judit Polgár – 5 | Grup D, 11–13 de desembre 2013 1. Fabiano Caruana – 16 pts 2. Nigel Short – 10 3. David Howell – 5 4. Emil Sutovsky (Qualificat 2) – 3 |

## Play-off Final
|  | Quarts de final | Quarts de final   | Quarts de final |                |                  | Semifinals | Semifinals | Semifinals |  |  | Final (el millor de 4) | Final (el millor de 4) | Final (el millor de 4) |
|  |                 |                   |                 |                |                  |            |            |            |  |  |                        |                        |                        |
|  |                 | Vladímir Kràmnik  | 1½              |                |                  |            |            |            |  |  |                        |                        |                        |
|  |                 | Viswanathan Anand | ½               |                |                  |            |            |            |  |  |                        |                        |                        |
|  |                 | Viswanathan Anand | ½               |                | Vladímir Kràmnik | ½          |            |            |  |  |                        |                        |                        |
|  |                 |                   |                 |                | Vladímir Kràmnik | ½          |            |            |  |  |                        |                        |                        |
|  |                 |                   | Hikaru Nakamura | 1½             |                  |            |            |            |  |  |                        |                        |                        |
|  |                 | Hikaru Nakamura   | Hikaru Nakamura | 1½             | 1½               |            |            |            |  |  |                        |                        |                        |
|  |                 | Hikaru Nakamura   |                 |                | 1½               |            |            |            |  |  |                        |                        |                        |
|  |                 | Nigel Short       | ½               |                |                  |            |            |            |  |  |                        |                        |                        |
|  |                 |                   |                 |                |                  |            |            |            |  |  |                        | Hikaru Nakamura        | 1½                     |
|  |                 |                   |                 | Borís Guélfand | ½                |            |            |            |  |  |                        |                        |                        |
|  |                 | Michael Adams     | 3               |                |                  |            |            |            |  |  |                        |                        |                        |
|  |                 | Piotr Svídler     | 1               |                |                  |            |            |            |  |  |                        |                        |                        |
|  |                 | Piotr Svídler     | 1               |                | Michael Adams    | ½          |            |            |  |  |                        |                        |                        |
|  |                 |                   |                 |                | Michael Adams    | ½          |            |            |  |  |                        |                        |                        |
|  |                 |                   | Borís Guélfand  | 1½             |                  |            |            |            |  |  |                        |                        |                        |
|  |                 | Borís Guélfand    | Borís Guélfand  | 1½             | 3                |            |            |            |  |  |                        |                        |                        |
|  |                 | Borís Guélfand    |                 |                | 3                |            |            |            |  |  |                        |                        |                        |
|  |                 | Fabiano Caruana   | 1               |                |                  |            |            |            |  |  |                        |                        |                        |

## Altres activitats
Altres torneigs que tingué lloc durant el festival s'hi va incloure un torneig tancat femení amb doble round robin i un obert internacional a nou rondes. La IM Dagne Ciuksyte d'Anglaterra va ser la guanyadora del tancat amb 7½ punts de 10, mentre el noruec Jon Ludvig Hammer va triumfar a l'obert amb 7½ punts de 9.